# 中務貴幸
中務 貴幸（なかつかさ たかゆき、1990年4月26日 - ）は、日本の男性声優。神奈川県出身。B-Box所属。

## 略歴
子供の頃にテレビで見ていたハリウッドスターの吹き替えをやりたいことを思い続け、声優になりたいと思った強い気持ちがあると語っている。
声優になろうと思ったきっかけの作品は『勇者警察ジェイデッカー』。「自分もブレイブポリスに入りたい！」と思ったと語っている。
2011年に専門学校東京ビジュアルアーツ卒業。

## 人物
趣味は特撮・アクション作品鑑賞、テニス、ラグビー。

## 出演
太字はメインキャラクター。

### テレビアニメ
2014年
- Wake Up, Girls!（客）
- ブラック・ブレット（警官B、男A、民警A）
- ピンポン THE ANIMATION（小枝、生徒、辻堂部員A、海王部員A、取材記者 他）
- 超爆裂異次元メンコバトル ギガントシューター つかさ（森光男、まじめな学生、医者、モブ山モブ夫、水原部長）
- ガールフレンド（仮）（男子生徒B）

2015年
- マジンボーン（ライノーボーン）
- Go!プリンセスプリキュア（2015年 - 2016年、ゼツボーグ、メツボーグ、校長、柔道男子、アナウンスA 他）

2016年
- ハイキュー!! セカンドシーズン（東山勝道）
- 逆転裁判 〜その「真実」、異議あり!〜（アクロ / 木下大作）
- 一人之下 the outcast（刘全・老胡）
- ヘボット!（2016年 - 2017年、DJサルッキー / ヴィクトリニティサルッキー、ノリノリだーいロボ、コソコソット、春風ムラキ、ゲソテンプーラ、フリフリット）
- デジモンユニバース アプリモンスターズ（司会の芸人、MC、会場MC）

2017年
- 銀魂.（2017年 - 2018年、一橋喜々の部下A、公園の男、ファンA、マドハンドにされたファン、解放軍兵士A）
- 龍の歯医者
- 夏目友人帳（2017年 - 2024年、男子生徒、箱守り、首の長い妖怪） - 2シリーズ
- メイドインアビス（ザポ爺）
- アニ×パラ〜あなたのヒーローは誰ですか〜（ブラジル・コーラー）

2018年
- 魔法使いの嫁（アリスの昔なじみ）
- ひそねとまそたん（坂田、先任管制官）
- メガロボクス（2018年 - 2021年、レフェリー） - 2シリーズ
- レイトン ミステリー探偵社 〜カトリーのナゾトキファイル〜（2018年 - 2019年、ロイ・コンラッド）
- BANANA FISH（オルガノ、見張り、ガーベイの仲間、部下、ベイン 他）
- 夢王国と眠れる100人の王子様（侵入者）
- RELEASE THE SPYCE（岡本一徹 / 立ち飲み屋店主、ホログラム幹部1 / ホログラム幹部、構成員3）
- FAIRY TAIL（2018年 - 2024年、D-6、魔導士、カシマ、町人、兵士） - 2シリーズ

2019年
- さらざんまい（男、警官B）
- ヴィンランド・サガ（2019年 - 2023年、イングランド軍指揮官、モルズ、フローキの使者、アシェラッド傭兵団員、エアドリクの息子 他） - 2シリーズ
- 本好きの下剋上 司書になるためには手段を選んでいられません（材木屋の親方）

2020年
- デュエル・マスターズ シリーズ（2020年 - 2022年、勝熱龍 モモキング、勝熱百覇 モモキングReVo、罪無 ターボ兆、アルカディアス・モモキング、モモキング‐MAX 他） - 4シリーズ
- 虚構推理（2020年 - 2023年、ななし、力士のあやかし） - 2シリーズ
- トミカ絆合体 アースグランナー（2020年 - 2021年、飼育員A、ブレーキ、村長）
- 文豪とアルケミスト 〜審判ノ歯車〜（商人）
- おばけずかん（もくもくれん、よなかなまず、帽子の男、イケメンA）
- GREAT PRETENDER（主任研究員）
- 最響カミズモード!（2020年 - 2021年、リュウショー、名凱勤郎）
- 憂国のモリアーティ（観客C）

2021年
- おそ松さん（若手AI）
- EDENS ZERO（2021年 - 2023年、シビルの部下、4号、NPC、ギャレット、ウィレム 他） - 2シリーズ

2022年
- アオアシ（関谷記者、同級生）

2023年
- スパイ教室 - 2シリーズ
- アルスの巨獣（研究所員、兵士）
- 文豪ストレイドッグス（客A）
- 地獄楽（入れ墨者）
- 王様ランキング 勇気の宝箱（騎士）
- スキップとローファー（志摩の父）
- とあるおっさんのVRMMO活動記（ウォードの手下）
- ひきこまり吸血姫の悶々（隊員C、ゲラ＝アルカ市民B）
- ゴブリンスレイヤーII（役夫、ゴブリン）
- 川越ボーイズ・シング（ヤンキー）
- SPY×FAMILY（抽選会場の店員）
- 呪術廻戦 懐玉・玉折/渋谷事変（八握剣異戒神将魔虚羅）
- 葬送のフリーレン（ガーベル）

2024年
- 青の祓魔師 シリーズ（2024年 - 2025年、教師、スパイ、神主、つきこの父、黒部 他） - 3シリーズ
- メタリックルージュ（スタッフ1、ドナルド・フォックス）
- 真の仲間じゃないと勇者のパーティーを追い出されたので、辺境でスローライフすることにしました2nd（部族長）
- ダンジョン飯（男オーク、オークC）
- 月が導く異世界道中 第二幕（黒装束、巨熊、リーダー、学園長）
- 外科医エリーゼ（通り魔、ベントル）
- 薬屋のひとりごと（2024年 - 2025年、高官、検査官、子族兵） - 2シリーズ
- 魔王の俺が奴隷エルフを嫁にしたんだが、どう愛でればいい?（ライアン、魔族）
- となりの妖怪さん（土田先生、クリフ、男性、医師、佐野忠 他）
- 喧嘩独学（ゴリラ）
- 夏目友人帳 漆（箱守り）
- デリコズ・ナーサリー（ティーチャー）

2025年
- 異修羅（整列のアンテル）
- 真・侍伝 YAIBA（ジャングルの主、ジュリアス・ズポポタマス三世、キャスター）
- ボールパークでつかまえて!（ゴリ）
- 機動戦士Gundam GQuuuuuuX（タンギ）
- 神統記（テオゴニア）（モヒカン）
- まったく最近の探偵ときたら（ボス）
- 強くてニューサーガ（ゴーレム）
- ホテル・インヒューマンズ（部下）
- 出禁のモグラ（アナウンサー）
- ブサメンガチファイター（恭志郎）

### 劇場アニメ
2010年代
- 劇場版 NARUTO -ナルト- ブラッド・プリズン（2011年）
- 映画 Go!プリンセスプリキュア Go!Go!!豪華3本立て!!!（2015年、ゼツボーグ）
- 映画 プリキュアオールスターズ みんなで歌う♪奇跡の魔法!（2016年）
- 映画 プリキュアドリームスターズ!（2017年、ゼツボーグ）
- 詩季織々「上海恋」（2018年、パン）
- えいがのおそ松さん（2019年、大山）
- 天気の子（2019年）

2020年代
- メイドインアビス 深き魂の黎明（2020年、祈手）
- シン・エヴァンゲリオン劇場版𝄇（2021年）
- ブルーサーマル（2022年、医師）
- すずめの戸締まり（2022年）
- しん次元! クレヨンしんちゃん THE MOVIE 超能力大決戦 〜とべとべ手巻き寿司〜（2023年）
- ヴァージン・パンク Clockwork Girl（2025年、ダニー（ソーマディアバイヤー））

### OVA
- 暗殺教室（2013年、岡島大河） - ジャンプスーパーアニメツアー2013上映作品
- 姉ログ 靄子姉さんの止まらないモノローグ（2014年 男子生徒A） - コミックス第6巻OVA付き限定版
- 本好きの下剋上 司書になるためには手段を選んでいられません 外伝（2020年、材木屋の親方）

### Webアニメ
- THE KING OF FIGHTERS :DESTINY（2017年、ヘビィ・D!）
- DEVILMAN crybaby（2018年、クドウ〈川高〉）
- 異世界居酒屋〜古都アイテーリアの居酒屋のぶ〜（2018年、ラウル、ゴロツキ、客）
- サイバーパンク エッジランナーズ（2022年、MAN IN THE CAR）
- T・Pぼん（2024年、見張り、父親）

### ゲーム
- サモンナイト5（2013年）
- スクール・ウォーズ〜卒業戦争〜（2013年）
- PigeonBlood（2014年、滝澤昌之）
- ファイトリーグ（2017年、戦慄のマエストロ ウィーン[33]、冥土の文字番[34]、べアー・ザ・エンフォーサー[35]、つよいオバケン[36]）
- 実況パワフルプロ野球2018（2018年、紅鶴大斗[37]）
- THE KING OF FIGHTERS ALLSTAR（2018年、ヘビィ・D!）
- JUDGE EYES:死神の遺言（2018年）
- デビルメイクライ5（2019年、キャバリエーレアンジェロ）
- モンスターストライク（2020年、ハッツ・ヒノディ[38]）
- 龍が如く7 光と闇の行方（2020年）

### 吹き替え

#### 映画
- アクアマン（マーク大佐〈ルディ・リン〉[39]）
- アリー/ スター誕生（牧師〈エディ・グリフィン〉[40]）
- ALONE/アローン（マイクの父〈ジェフ・ベル〉）
- Asteroid vs Earth（スニガ軍曹）
- エンド・オブ・キングダム (ラザ〈アデル・バンシェリフ〉他)
- 王の願い ハングルの始まり（首陽〈チャ・レヒョン〉[41]）
- グリーン・ナイト（城主ベルティラック〈ジョエル・エドガートン〉[42]）
- クロール -凶暴領域-（ウェイン）
- ゴジラ キング・オブ・モンスターズ（スピーカーの声[43]）
- ザ・プロム（トレント・オリヴァー〈アンドルー・レイノルズ〉）
- 3人のキリスト（オーバス〈ケヴィン・ポラック〉）
- シドニー・ホールの失踪（ドゥエイン・ジョーンズ〈ヤーヤ・アブドゥル＝マティーン2世〉）
- ソプラノズ ニューアークに舞い降りたマフィアたち（ハロルド・マクブレイヤー〈レスリー・オドム・Jr〉[44]）
- 追龍（ダイウェイ〈フィリップ・キョン〉）
- デトロイト（カール・クーパー〈ジェイソン・ミッチェル〉）
- トゥームレイダー ファースト・ミッション（ジョルディ[45]）
- 21ブリッジ（マイケル・トルヒーヨ〈ステファン・ジェームス〉[46]）
- トレイン・ミッション（オリヴァー〈コブナ・ホルドブルック＝スミス〉）
- ナイトライド 時間は嗤う（トロイ〈ジェラルド・ジョーダン〉[47]）
- パディントン2（バーンズ〈ロビー・ギー〉）
- パディントン 消えた黄金郷の秘密[48]
- バンブルビー（パパ〈ティム・マーティン・グリーソン〉[49]）
- ビバリーヒルズ・コップ ※Netflix版
- フラワーショウ!（クリスティ・コラード）
- ブラッド・ジャスティス（チャールズ〈テイ・ディグス〉）

#### ドラマ
- ザ・ユニバース 〜宇宙の歴史〜
- セリング・サンセット 〜ハリウッド、夢の豪華物件〜（ジェイソン・オッペンハイム）
- マペット大集合!（ジョー、サム、リンク、ボーボー、）
- レバレッジ 〜詐欺師たちの流儀 第4シーズン（ルイス）

#### アニメ
- アグリードール
- アダムス・ファミリー（アダムス男[50]）
- 陰謀論のオシゴト（マジック・マイク）
- アニメ 世界偉人伝（ワトソン）
- トロールズ: シング・ダンス・ハグ!（スミッジ）
- 2分の1の魔法（ずぼらなエルフ[51]）
- バッグス・バニー ビルダーズ（ワイリー・コヨーテ〈2代目〉）

### 特撮
- 動物戦隊ジュウオウジャー（2016年、ノボリゾンの声[52]）

### ボイスオーバー
- AUTOMANIAC（マイケル・リーズ、ブライアン･サッチャー、ジョン･モンテカルヴォエリック）
- アメリカお宝鑑定団ポーンスターズ（ドルー 他）
- アメリカ極秘文書の謎（オリバー・ノース）
- いま明かされる第一次世界大戦の真実
- ソーイング・ビー
- トップ・ガンズ〜世界最強の銃はどれだ!（ブラッド・エングマン）
- プロの詐欺師が教える“騙しの手口”（ナレーション）
- 名車発掘チーム CARチェイサーズ（エリック）
- 歴代大統領でたどるアメリカ史

### 舞台
- クラッチシューター
- 7丁目16番地ゆめ屋〜なんなの?巻〜

### ラジオ
※はインターネット配信。
- 清水理沙と中務貴幸の声優研究所（2024年 - 、ラジオフチューズ）

### その他
- こどもちゃれんじ・じゃんぷ めざせ!かきじゅんばっちりたい（ティラノサウルス）
- 機動戦士ガンダム MSV-R ジョニー・ライデンの帰還 第24巻PV（2022年、連邦軍の兵士）

### シリーズ一覧
1. ↑  第6期『陸』（2017年）、第7期『漆』（2024年）
2. ↑  第1期（2018年）、第2期『NOMAD メガロボクス２』（2021年）
3. ↑  第3期（2018年 - 2019年）、続編『100年クエスト』（2024年）
4. ↑  SEASON 1（2019年）、SEASON 2（2023年）
5. ↑  【デュエル・マスターズ（2017年版）】

第3期『デュエル・マスターズ!!』（2020年）

【デュエル・マスターズ キング】

第1期（2020年 - 2021年）、第2期『キング！』（2021年 - 2022年）、第3期『キングMAX』（2022年）
6. ↑  Season1（2020年）、Season2（2023年）
7. ↑  第1期（2021年）、第2期（2023年）
8. ↑  1st season（2023年）、2nd season（2023年）
9. ↑  第3期『島根啓明結社篇』（2024年）、第4期『雪ノ果篇』（2024年）、第4期『終夜篇』（2025年）
10. ↑  第1期（2024年）、第2期（2025年）